# پلاکارد

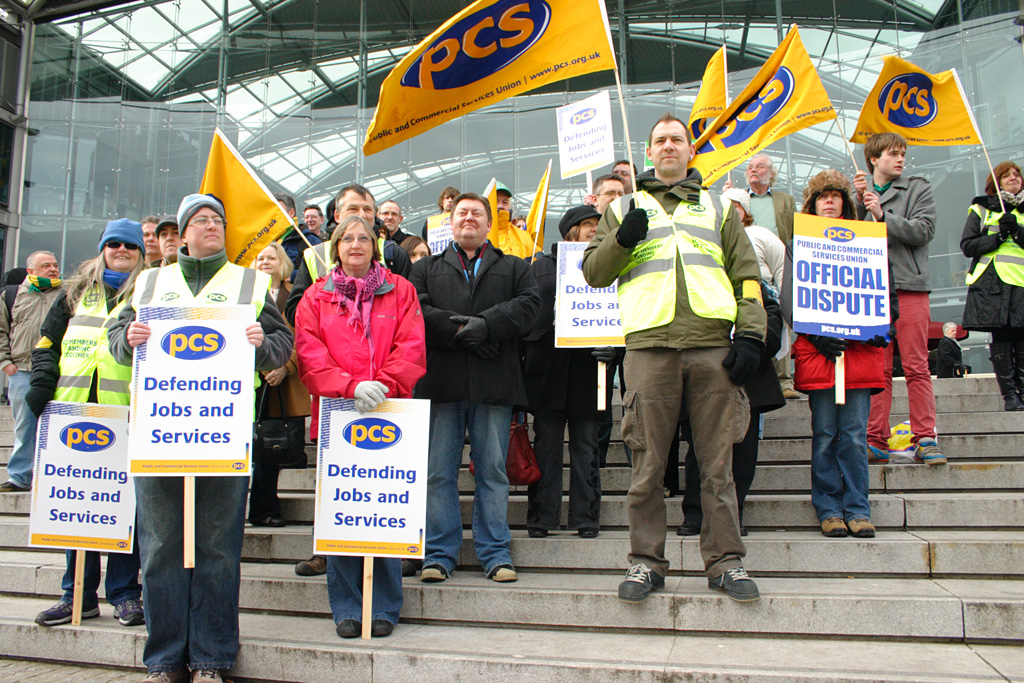
استفاده از پلاکاردها در یک اعتراض

پلاکارد یا شعارنوشته (انگلیسی: Placard) آگهی، پوستر یا علامتی است که در راه‌پیمایی‌ها حمل یا برای اعلان عمومی در مکان‌هایی مانند ساختمان‌ها یا وسایل نقلیه نصب می‌کنند.
در سینما نقش‌آگهی یک آگهی بزرگی به ابعاد بزرگ‌تر از A3 یا به اندازهٔ حدوداً ۱×۲ یا ۲×۳ متر است که بر سردر سینما نصب شده و تصویر بازیگران اصلی، نام فیلم و نام دست‌اندرکاران بر آن درج می‌شود.